# 和間村
和間村（わまむら）は、大分県宇佐郡にあった村。現在の宇佐市の一部にあたる。

## 地理
中津平野の東部、寄藻川の左岸に位置していた。
- 海洋：周防灘

## 歴史
- 1889年（明治22年）4月1日、町村制の施行により、宇佐郡松崎村、佐々礼村、西大堀村、蜷木村、久兵衛新田、岩保新田、南鶴田新田、北鶴田新田が合併して村制施行し、和間村が発足[1][2]。旧村名を継承した松崎、佐々礼、西大堀、蜷木、久兵衛新田、岩保新田、南鶴田新田、北鶴田新田の8大字を編成[2]。
- 1955年（昭和30年）3月31日、宇佐郡長洲町、柳ヶ浦町と合併し、長洲町が存続して廃止された[1][2]。

### 地名の由来
奈良時代以来、宇佐神宮の放生会は当地の和間浜で行われ、その浜名に由来。

## 産業
- 農業、漁業[2]

## 教育
- 1911年（明治44年）村立農業補修学校開校[2]